# 正則ベクトル束
数学において，正則ベクトル束（せいそくベクトルそく，英: holomorphic vector bundle）とは，複素多様体 X 上の複素ベクトル束であって，全空間 E が複素多様体であり射影 π: E → X が正則であるようなものである．基本的な例は複素多様体の正則接束とその双対正則余接束である．正則直線束 (holomorphic line bundle) は階数が 1 の正則ベクトル束である．
セールの GAGA により，滑らかな複素射影多様体 X（複素多様体と見る）上の正則ベクトル束の圏は，X 上の代数ベクトル束（すなわち階数が有限の局所自由層）の圏と同値である．

## 自明化を通した定義
具体的には，局所自明化写像
{\displaystyle \phi _{U}\colon \pi ^{-1}(U)\to U\times \mathbf {C} ^{k}}
は双正則であることを要求する．これは変換関数
{\displaystyle t_{UV}\colon U\cap V\to \operatorname {GL} _{k}(\mathbf {C} )}
が正則であると要求することと同値である．複素多様体の接束上の正則構造は，ベクトル値正則関数の（適切な意味での）微分がそれ自身正則であることに注意すると保証される．

## 正則切断の層
E を正則ベクトル束とする．局所切断 s: U → E|U が正則 (holomorphic) であるとは，それが U の各点の近傍においてある（同値だが任意の）自明化において正則であることをいう．
この条件は局所的である，つまり正則切断たちは X 上の層をなす．この層は {\displaystyle {\mathcal {O}}(E)} と書かれることがある．そのような層は必ずベクトル束と同じ階数の局所自由である．E が自明な直線束 {\displaystyle {\underline {\mathbf {C} }}} であるとき，この層は複素多様体 X の構造層 {\displaystyle {\mathcal {O}}_{X}} と一致する．

## 正則ベクトル束に値を持つ形式の層
{\displaystyle {\mathcal {E}}_{X}^{p,q}} で (p, q) 型の C∞ 微分形式の層を表すと，E に値を持つ (p, q) 型形式の層はテンソル積
{\displaystyle {\mathcal {E}}^{p,q}(E)\triangleq {\mathcal {E}}_{X}^{p,q}\otimes E}
として定義できる．
これらの層は細層である，つまり1の分割を持つ．
滑らかなベクトル束と正則ベクトル束の間の基本的な差異は，後者にはドルボー作用素と呼ばれる標準的な微分作用素
{\displaystyle {\overline {\partial }}:{\mathcal {E}}^{p,q}(E)\to {\mathcal {E}}^{p,q+1}(E)}
が存在することである．それは局所座標において反正則微分を取ることによって得られる．

## 正則ベクトル束のコホモロジー
E が正則ベクトル束であるとき，E のコホモロジーは {\displaystyle {\mathcal {O}}(E)} の層係数コホモロジーと定義される．とくに，
{\displaystyle H^{0}(X,{\mathcal {O}}(E))=\Gamma (X,{\mathcal {O}}(E)),}
E の大域正則切断の空間，となる．また，{\displaystyle H^{1}(X,{\mathcal {O}}(E))} は E による X の自明直線束の拡大，つまり，正則ベクトル束の完全列 0 → E → F → X × C → 0, の群をパラメトライズする．群構造については，Baer 和や層の拡大も参照．

## ピカール群
複素微分幾何の文脈では，複素多様体 X のピカール群 Pic(X) は，正則直線束の同型類の群であって，積はテンソル積，逆元は双対である．それは消えない正則関数の層の一次コホモロジー群 {\displaystyle H^{1}(X,{\mathcal {O}}_{X}^{*})} として定義することもできる．

## 正則ベクトル束上のエルミート計量
E を複素多様体 M 上の正則ベクトル束とし，E 上にエルミート計量が存在するとする，つまり，ファイバー Ex に滑らかに変化する内積 ⟨•, •⟩ が備わっているとする．すると複素構造と計量構造の両方と両立する E 上の接続 ∇ が一意的に存在する．つまり，∇ が次のような接続である：
(1) E の任意の滑らかな切断 s に対して，{\displaystyle p\nabla s={\bar {\partial }}s} ただし p は E 値 1 形式の (0, 1) 成分を取る．
(2) E の任意の滑らかな切断 s, t と M 上のベクトル場 X に対し，
{\displaystyle X\cdot \langle s,t\rangle =\langle \nabla _{X}s,t\rangle +\langle s,\nabla _{X}t\rangle }
ただし X による {\displaystyle \nabla s} の contraction を {\displaystyle \nabla _{X}s} と書いた．（これは ∇ による平行移動が計量 ⟨•, •⟩ を保存すると言っても同じである．）
実際，u = (e1, …, en) が正則枠であるとき，{\displaystyle h_{ij}=\langle e_{i},e_{j}\rangle } とし， ωu を等式 {\displaystyle \sum h_{ik}\,{(\omega _{u})}_{j}^{k}=\partial h_{ij}} によって定義する．この等式をより単純に次のように書く：
{\displaystyle \omega _{u}=h^{-1}\partial h.}
u′ = ug を基底の正則な変換 g による別の枠とすると，
{\displaystyle \omega _{u'}=g^{-1}dg+g\omega _{u}g^{-1}}
であり，したがって ω は確かに接続形式であって，∇s = ds + ω · s によって ∇ を生じる．今，{\displaystyle {\overline {\omega }}^{T}={\overline {\partial }}h\cdot h^{-1}} であるから，
{\displaystyle d\langle e_{i},e_{j}\rangle =\partial h_{ij}+{\overline {\partial }}h_{ij}=\langle {\omega }_{i}^{k}e_{k},e_{j}\rangle +\langle e_{i},{\omega }_{j}^{k}e_{k}\rangle =\langle \nabla e_{i},e_{j}\rangle +\langle e_{i},\nabla e_{j}\rangle .}
つまり，∇ は計量構造と両立する．最後に，ω は (1, 0) 形式であるから，{\displaystyle \nabla s} の (0, 1) 成分は {\displaystyle {\bar {\partial }}s} である．
{\displaystyle \Omega =d\omega +\omega \wedge \omega } を ∇ の曲率形式とする．{\displaystyle p\nabla ={\bar {\partial }}} は二乗して零になるから，Ω は (0, 2) 成分を持たず，Ω は歪エルミートであることが容易に示せるから，それはまた (2, 0) 成分ももたない．したがって，Ω は次で与えられる (1, 1) 形式である：
{\displaystyle \Omega ={\bar {\partial }}\omega .}
曲率 Ω は正則ベクトル束の高次コホモロジーの消滅定理，例えば小平の消滅定理や中野の消滅定理，において顕著に現れる．